# Bagdad (Florida)
Bagdad è un census-designated place della Contea di Santa Rosa nello stato della Florida. Fa parte dell'area metropolitana di Pensacola.
Bagdad ha avuto origine nel 1840, quando un colonizzatore ha stabilito in quel luogo una segheria. Un ufficio postale denominato Bagdad è stato operativo a partire dal 1887.